# Santos Michelena
Santos Michelena is een gemeente in de Venezolaanse staat Aragua. De gemeente telt 49.000 inwoners. De hoofdplaats is Las Tejerias.